# 田代宙士
田代 宙士（たしろ ひろし、1987年10月14日 - ）は、トップキュウシュウAルリーロ福岡に所属するラグビーユニオン選手。

## プロフィール
- 福岡県出身[1]。
- ポジションはスタンドオフ(SO)。
- 身長 177cm、体重 86kg
- ニックネームはタッシー。
- U19日本代表アジア大会世界大会に出場[2]。
- 九州代表に選ばれたことがある[3]。

## 略歴
小学1年生からラグビーを始めた。
大分舞鶴高校、りんどうクラブを経て、2008年、福岡サニックスブルース（現・宗像サニックスブルース）に加入。
2009年9月12日に行われたジャパンラグビートップリーグ第2節の神戸製鋼コベルコスティーラーズ戦にて先発出場で公式戦初出場を果たす。
2022年、ルリーロ福岡選手スコッドに選ばれた。
2023年1月、コリアスーパーラグビーリーグのポスコ建設にBKコーチとして派遣された。